# Réservoir du Tillot
Le réservoir du Tillot est situé dans l'Auxois à 377 m d'altitude en Côte-d'Or près du hameau du Tillot sur la commune de Rouvres-sous-Meilly.

## Géographie
Dans un environnement de pâturages, avec une superficie d'environ 20 hectares[réf. nécessaire] variant avec la hauteur d'eau, le lac est à environ 500 m au sud à vol d'oiseau du carrefour entre les RD 970 et 994. Il est desservi par des voies communales. Son émissaire vers le canal de Bourgogne est le ruisseau du Tillot. L'autoroute du soleil A6 passe à environ 700 mètres à vol d'oiseau à l'est.

## Histoire
Il s'agit d'un lac artificiel de 0,52 million de m3 entrepris en 1833, avec hauteur de retenue de 9,20 m, pour alimenter le canal de Bourgogne qui relie la Saône à l’Yonne. C'est une propriété de l'État dont la gestion est déléguée à l’établissement public Voies navigables de France.

## Activités

### Alimentation du canal de Bourgogne
L'eau est retenue par une digue de 200 m sur laquelle passe la rigole du réservoir de Chazilly situé à environ un kilomètre au sud. Il est alimenté par plusieurs ruisseaux dont l'un est issu d'un déversoir de la rigole de remplissage du réservoir de Chazilly, la rigole dite de Beaume. L'eau du réservoir va dans le bief 13 du canal alors dans le bassin versant de la Saône, par le ruisseau du Tillot.

### Pêche
L'utilisation d'embarcations à moteur thermique et le camping y sont interdits.

## Environnement
Le site se trouve dans la zone naturelle d’intérêt écologique, faunistique et floristique (ZNIEFF) de type 1 concernant les Réservoirs de Chazilly et du Tillot.
Le réservoir est également inclus dans la vaste ZNIEFF continentale de type 2 de l'« Auxois »13, qui inclut 22 ZNIEFF plus petites et 14 sites classés ou inscrits au titre de la loi sur les paysages de 1930. Les 72 708,12 hectares de la ZNIEFF sur 78 communes forment un ensemble d'environ 60 km nord-sud sur 27 km est-ouest, géographiquement centré sur Uncey-le-Franc, le tout s'étageant de 241 à 598 m d'altitude. Son couvert végétal est fait de prairies bocagères avec cours d'eau et plans d'eau en fond de vallées, de bois sur les plateaux et les coteaux, et essentiellement sur les plateaux, de quelques cultures.

## Galerie

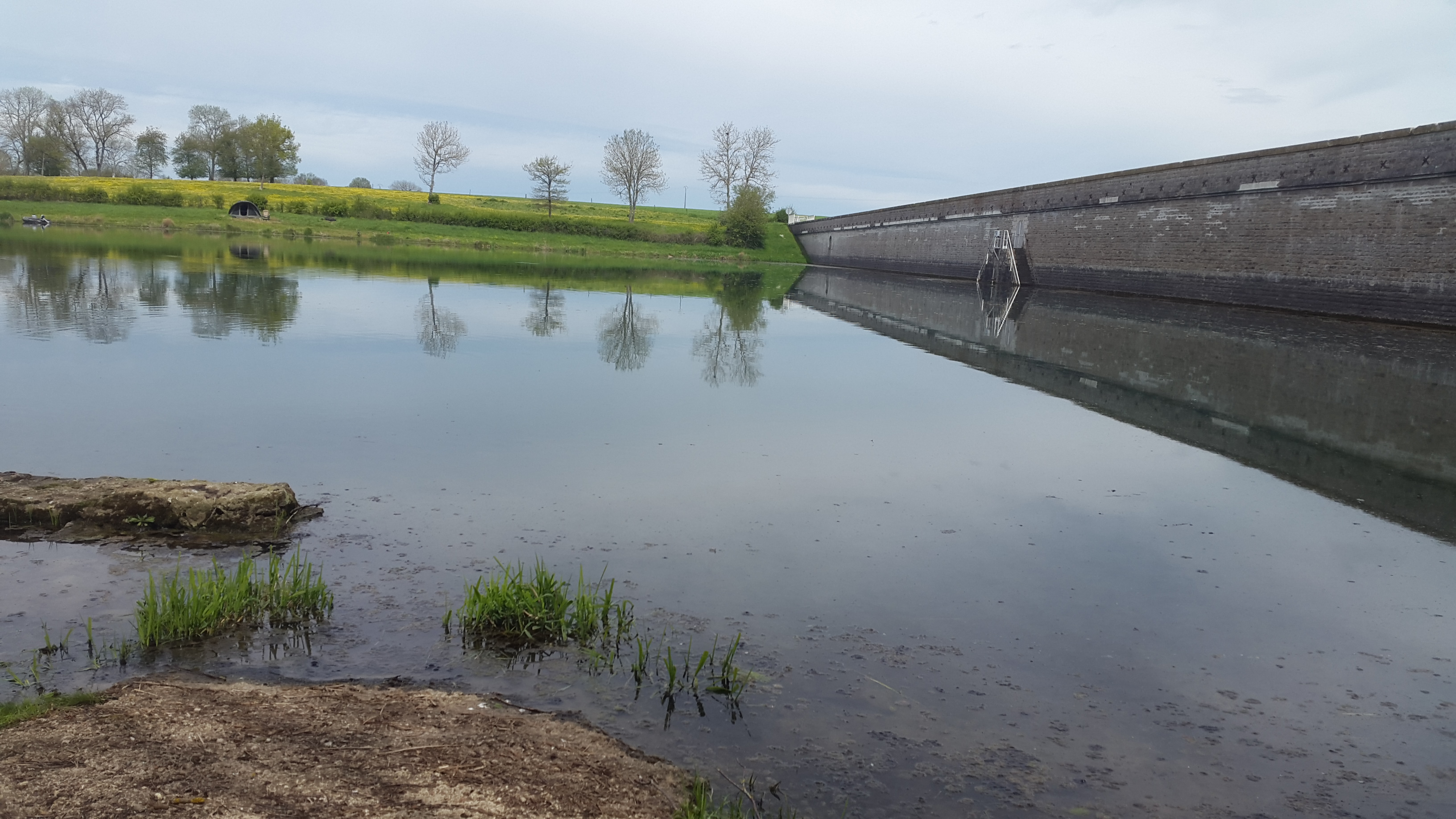
La digue côté réservoir
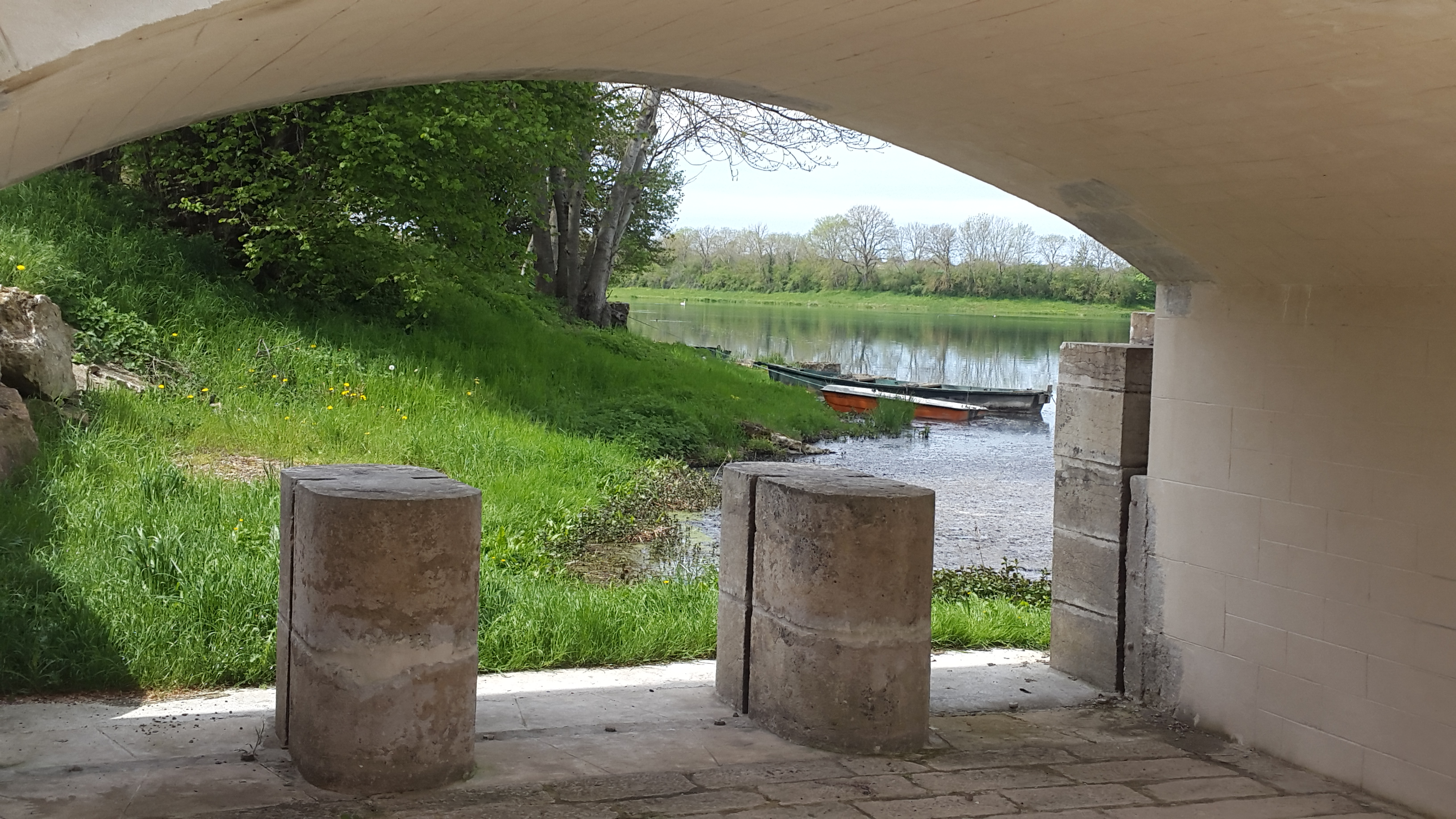
Vue à travers l'arche du déversoir
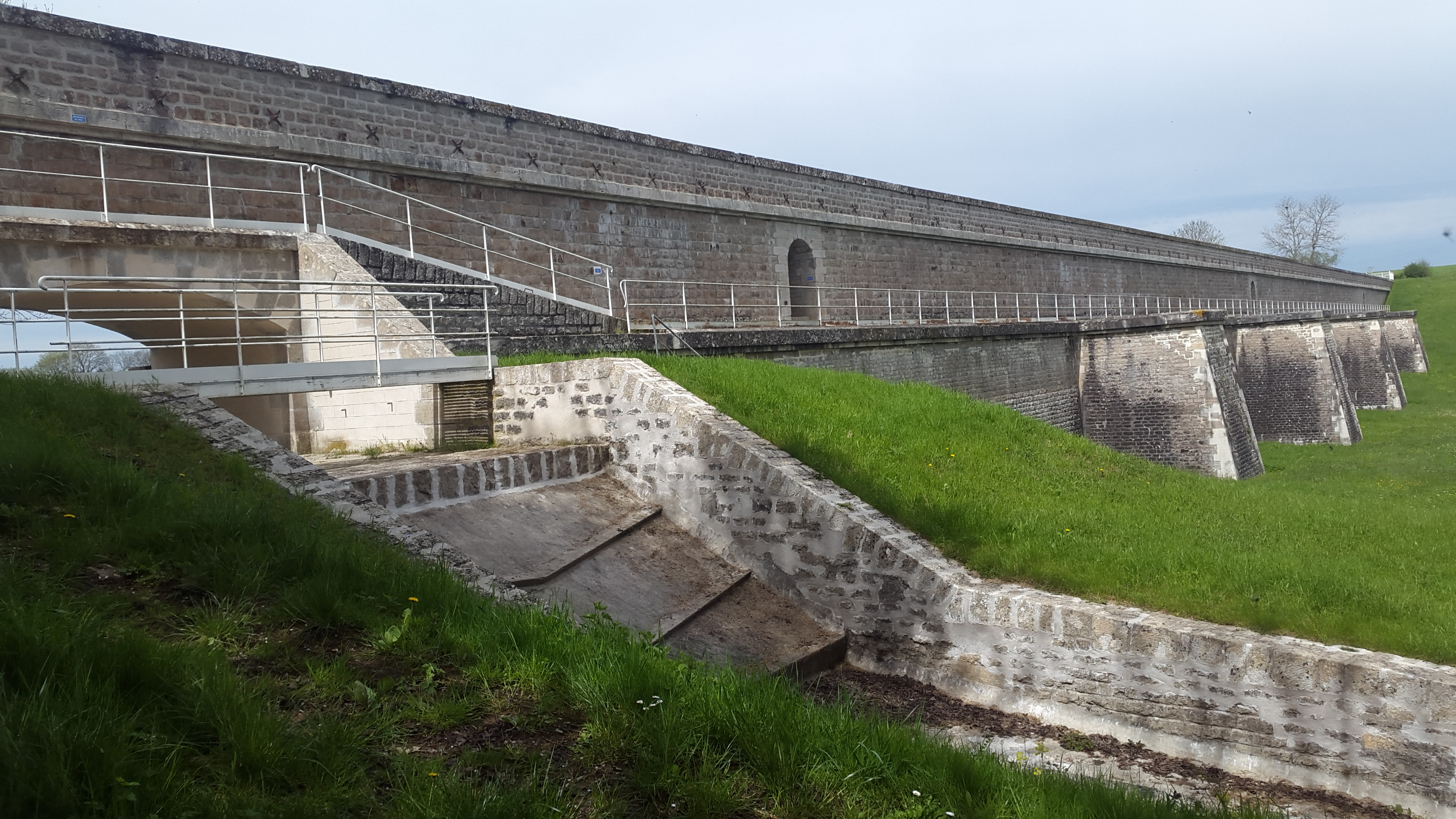
Vue depuis le bas du barrage